# トーマス・ヒル (画家)
トーマス・ヒル（Thomas Hill、1829年9月11日 -  1908年6月30日）はイギリス生まれのアメリカ合衆国の風景画家である。「ハドソン・リバー派」の画家の一人に数えられる。カリフォルニアのヨセミテ渓谷などの風景を描いたことで知られる。 

## 略歴
イギリスのバーミンガムで生まれた 。弟に風景画家となったエドワード・ヒル(Edward Hill:1843-1923)がいる。15歳の時、両親とアメリカ合衆国への移民となり、マサチューセッツ州のトーントンに移住した。1851年に結婚した。
24歳になって、フィラデルフィアのペンシルベニア美術アカデミーの夜間コースに参加し、歴史画家、肖像画家のピーター・フレデリク・ロザメルに学んだ。1854年に、多くの画家が訪れて風景画を描いたニューハンプシャー州のホワイト山地にスケッチ旅行を行っている。1856年に家族とカリフォルニア州のサンフランシスコに移住した。
1865年に画家のヴァージル・メイシー・ウィリアムズ（1830-1886）と写真家のカールトン・ワトキンス(Carleton Watkins)と初めてヨセミテ渓谷を訪れた。翌年、西海岸に移り、ヨーロッパにも住んだが、ウィリアムズらが創立したサンフランシスコ美術協会(San Francisco Art Association)の活動に参加を続けた。
1873年にサンフランシスコに戻り、ギャラリーと美術店を開いた。サンフランシスコ美術協会の美術教室の校長も務めた。自然保護活動家のジョン・ミューアの依頼でアラスカも訪れた。
カリフォルニアでヒルの作品の人気は高く、高い値段で売ることができた。カリフォルニア州レイモンドで亡くなった。

## 作品

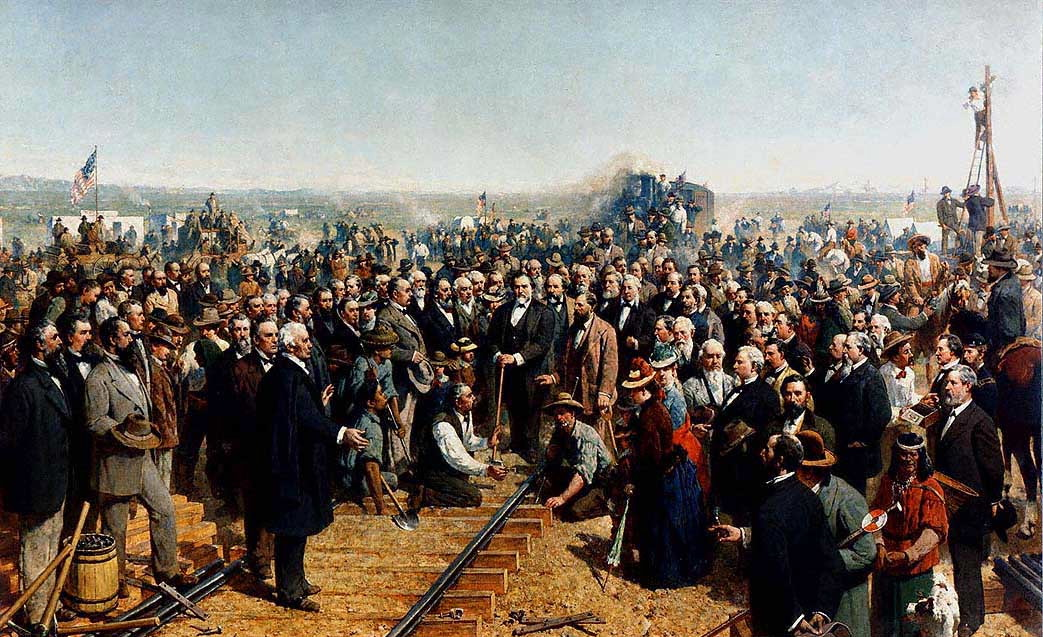
「鉄道の開通式典」
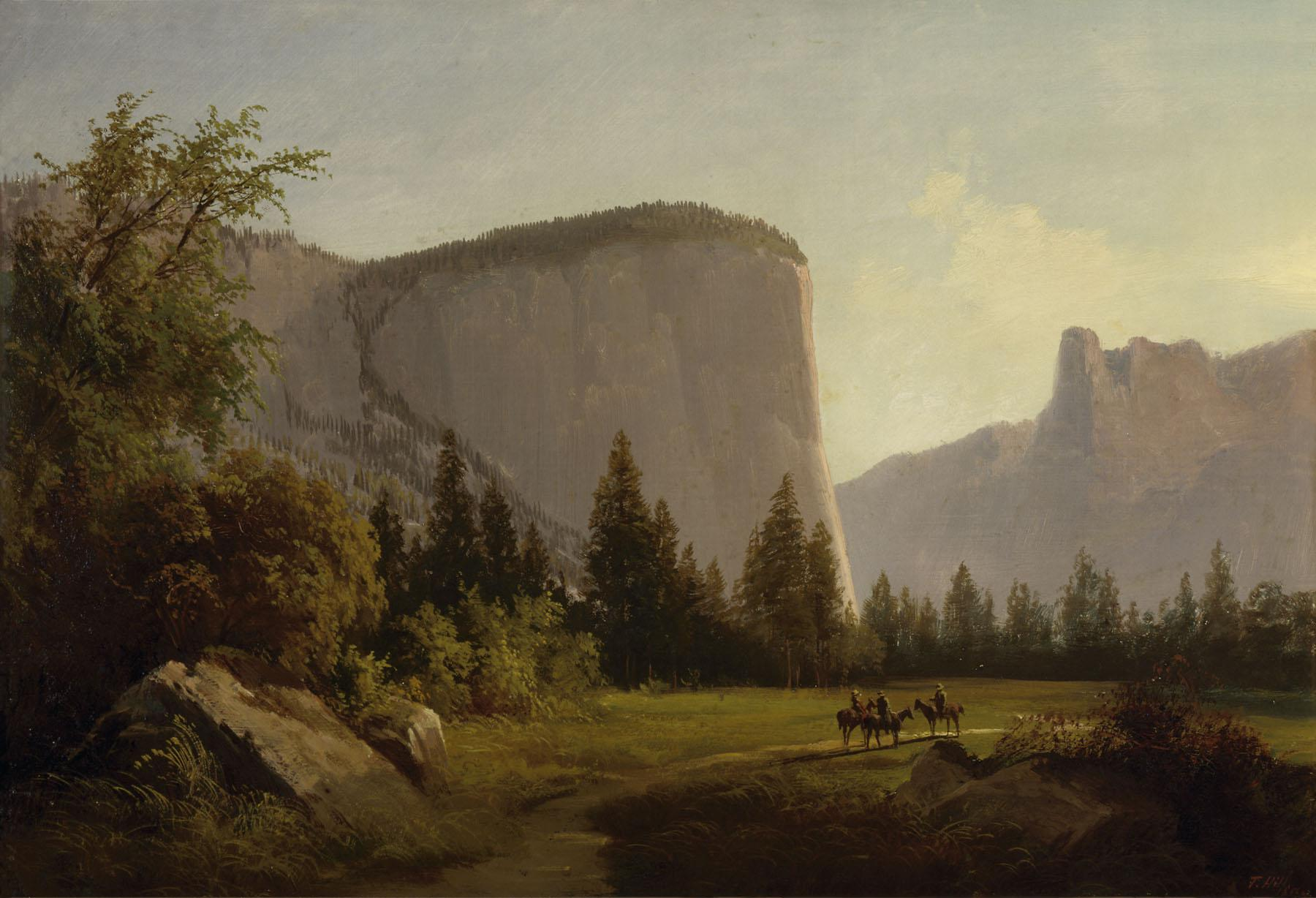
エル・キャピタン (ヨセミテ渓谷)
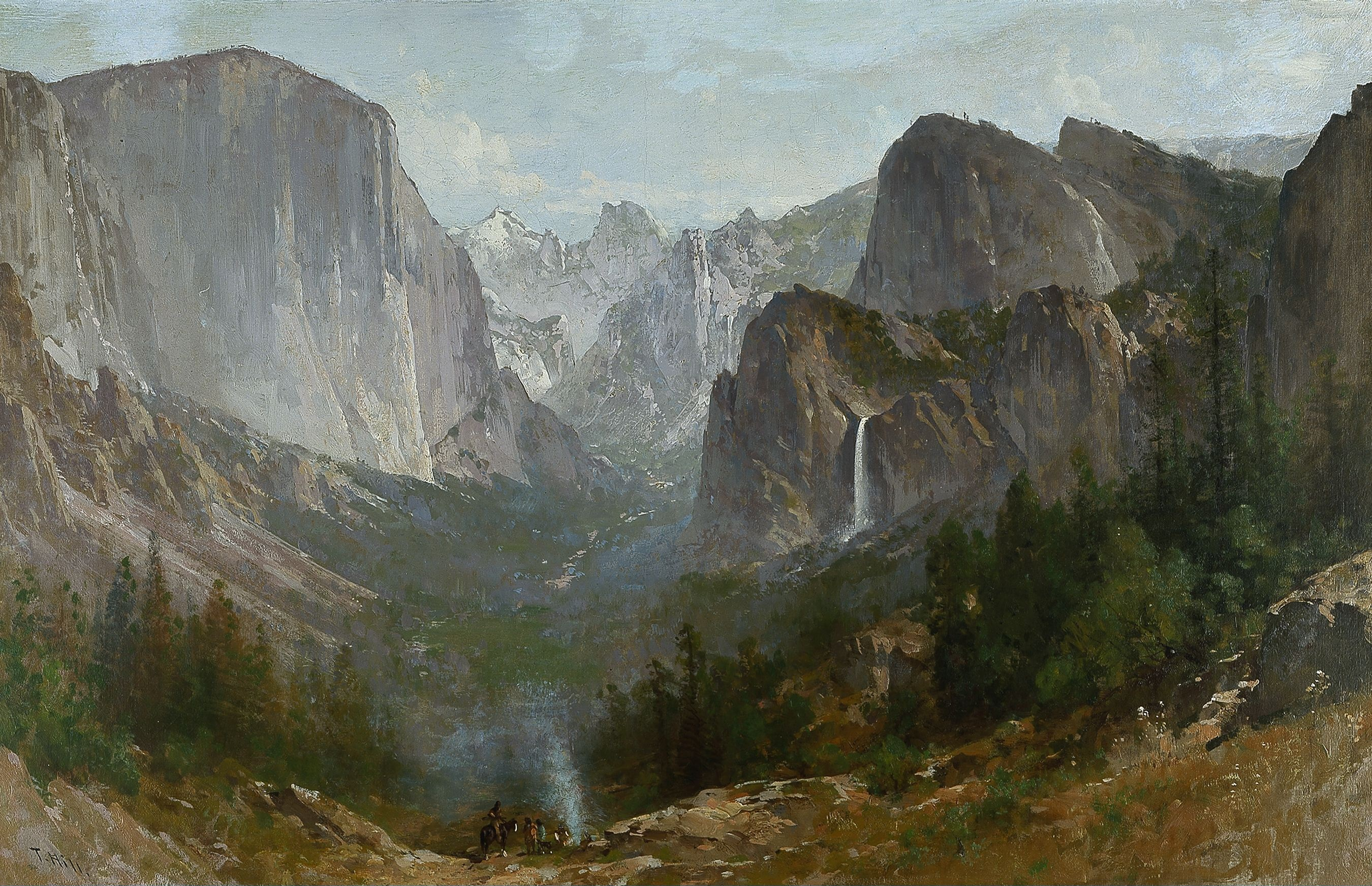
ヨセミテ渓谷
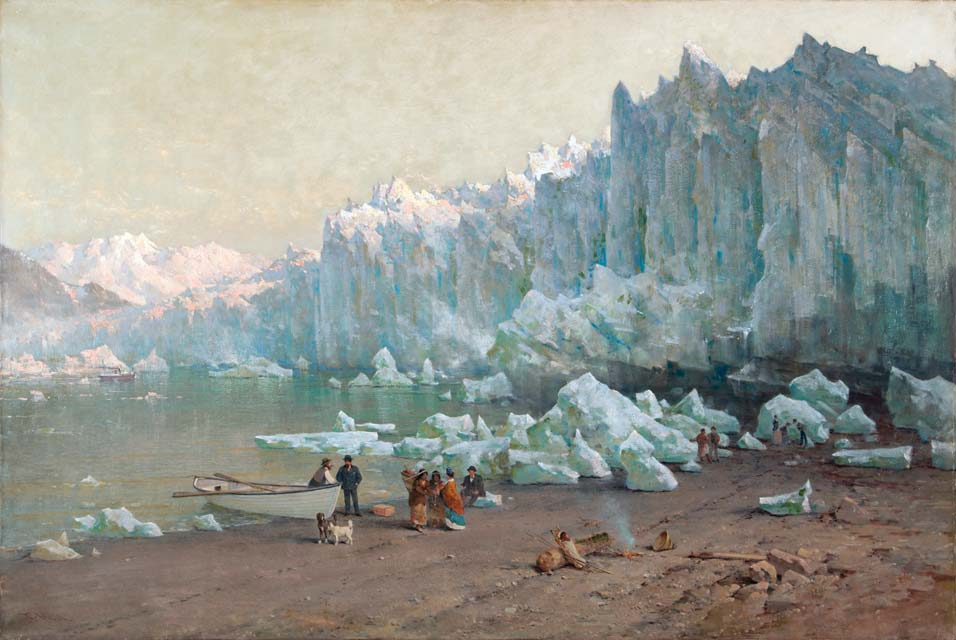
アラスカの氷河
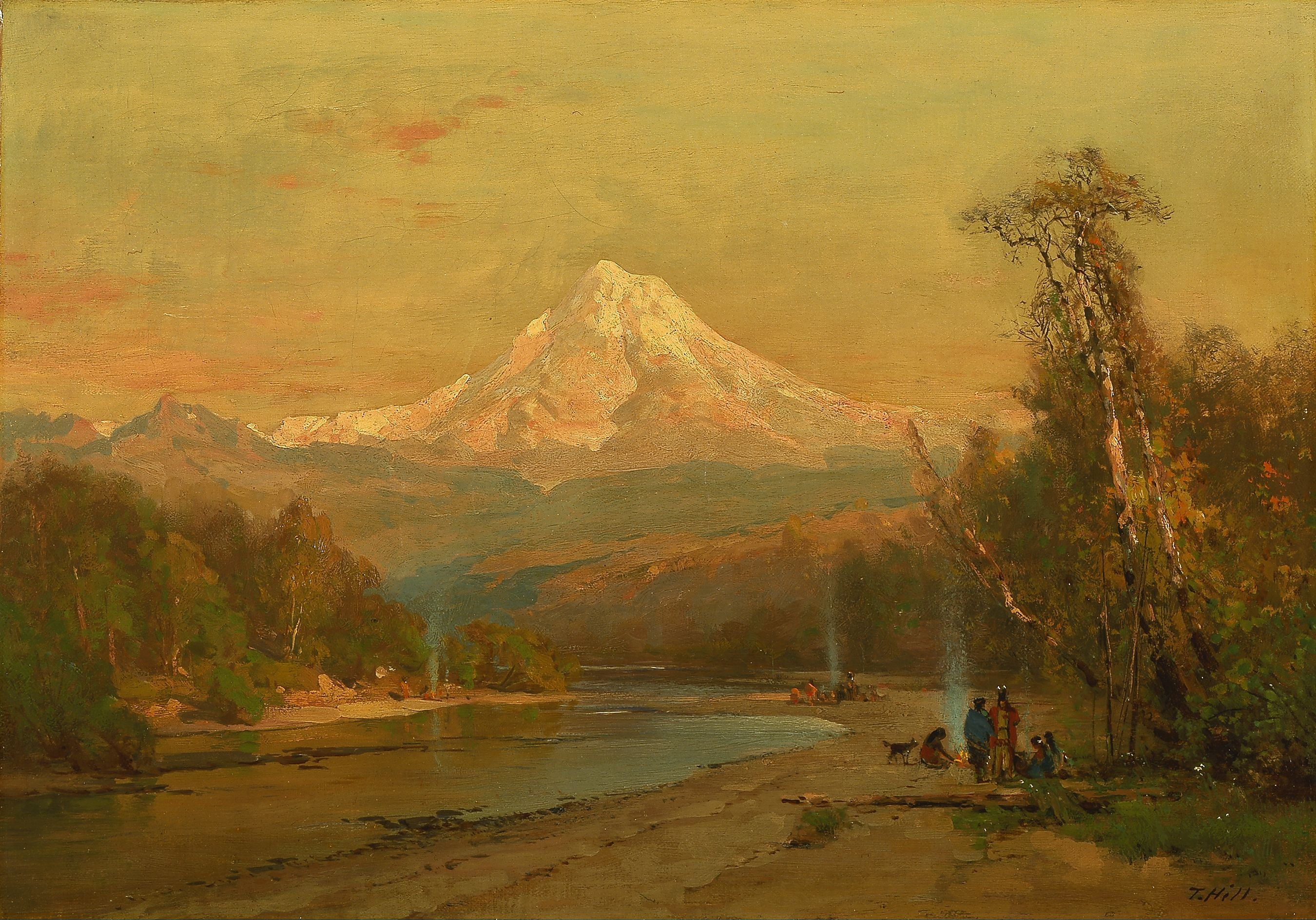
Indians of the Northwest (c.1874)
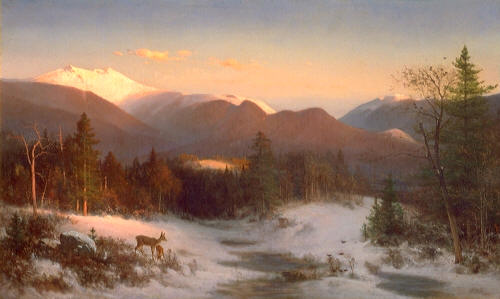
Mount Lafayette(ホワイト山地)